# Paykan Volleyball Club
Paykan is een professionele volleybalclub uit Teheran in Iran. De club is eigendom van de autoproducent Iran Khodro. Paykan Volleyball Club speelt in de Iraanse superliga.